# Шииты
Шии́ты (араб. شيعة‎, [ˈʃiːʕa] —  «последователи», «приверженцы», «сторонники») — направление ислама, объединяющее различные общины, признавшие Али ибн Абу Талиба (двоюродного брата, зятя и сподвижника пророка Мухаммеда) и его потомков единственно законными наследниками и духовными преемниками пророка Мухаммеда. 
В узком смысле понятие, как правило, означает шиитов-двунадесятников, преобладающее направление в шиизме, которое преимущественно распространено в Иране, Азербайджане, Бахрейне, Ираке и Ливане. Широко распространено также в Йемене, Афганистане, Турции, Сирии, Кувейте, Пакистане, ОАЭ, юго-восточном Таджикистане.

## Описание направления
Как и все мусульмане, шииты верят в посланническую миссию пророка Муха́ммеда. Отличительной чертой шиитов является убеждение в том, что руководство мусульманской общиной должно принадлежать имамам — назначенным Аллахом избранным лицам из числа потомков пророка, к которым они относят Али ибн Абу Та́либа и его потомков от дочери Мухаммеда Фа́тимы, а не выборным лицам — халифам. Шииты критично относятся к халифату первых трёх халифов — Абу Бакра, Умара и Усмана — так как Абу Бакр был избран небольшим числом сподвижников, Умар был назначен Абу Бакром, а Усман был избран из шуры (совета) из шести претендентов, которых назначил Умар с такими условиями, что избрание кого-либо, кроме Усмана, не было возможным. По мнению шиитов, избрание руководителя, имама мусульманской общины, подобно избранию пророков, является прерогативой Аллаха.

## Распространение

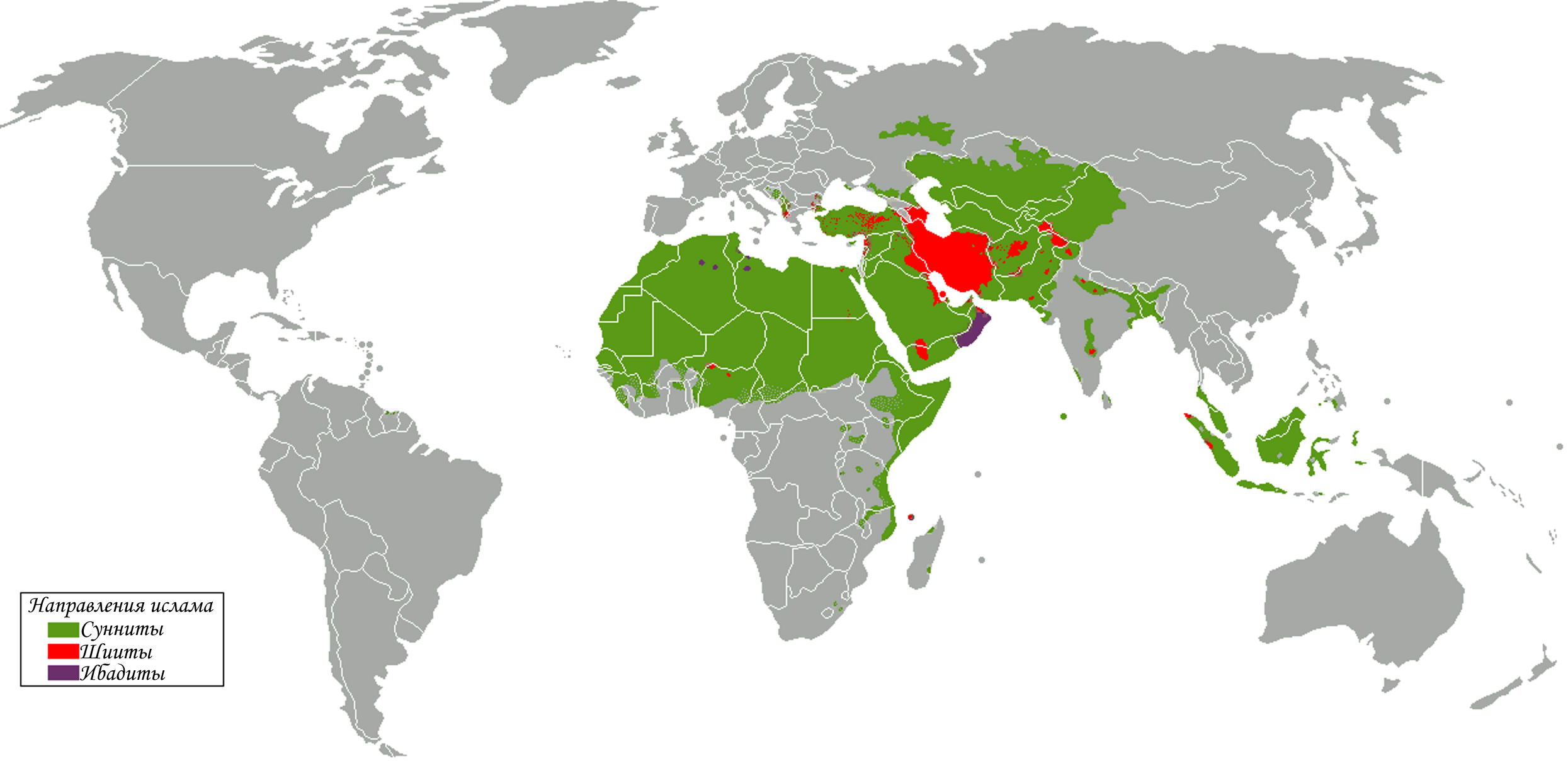
Регионы с преимущественно шиитским населением на карте мусульманского мира: красный: шиитские районы, зелёный: суннитские, фиолетовый: ибадиты

По разным оценкам, шииты составляют от 10 % до 20 % от общей численности мусульман. В настоящее время последователи различных шиитских общин существуют практически во всех мусульманских, европейских и американских странах. Мусульмане-шииты составляют большую часть населения в Иране, Азербайджане, Ираке и Бахрейне. Шиитского вероучения придерживаются по разным оценкам от 27 % до 35 % населения Ливана; до 30 % в Кувейте.
В Афганистане шииты составляют от 15 % до 19 % населения страны. К ним относятся хазарейцы (в основном шииты-имамиты, есть отдельные группы исмаилитов), часть чараймаков (последователи исмаилизма) и фарсиваны.
В Саудовской Аравии шиитами являются 15 % населения королевства, которые преобладают в таких городах, как Катиф, Даммам и аль-Хаса.
Шиизм исповедуют проживающая в Северной Индии и Пакистане народность балти, а также буриши (исмаилиты) и некоторые пуштунские племена: тури, большинство бангашей и часть оракзаев. К исмаилитскому течению шиизма принадлежит большинство жителей Горно-Бадахшанской автономной области Таджикистана — памирские народы (кроме части язгулемцев).

## Истоки шиизма
Ислам возник в VII веке. Уже в первом столетии своего существования единая мусульманская община (умма) распалась на три направления — суннизм, шиизм и хариджизм. Основная причина раскола исламской религии изначально заключалась в вопросе о характере и природе верховной власти в мусульманском государстве. Часть мусульман сформулировала концепцию, согласно которой власть передаётся решением общины (уммы) самому уважаемому мусульманину из племени курайшитов, к которому также принадлежал пророк Мухаммед. Другая часть мусульман признала семью и прямых потомков пророка (Ахль аль-Байт) его единственными законными наследниками и духовными преемниками.
В ходе острой борьбы за власть (Первая фитна), развернувшейся в халифате в начале второй половины VII века между двоюродным братом, зятем и сахабом пророка Мухаммада Али и его противниками в лице Омейядов  образовалась религиозно-политическая группировка (аш-шиа) сторонников прав Али и его детей. Эта группировка стала ядром движения, которое позднее приведёт к расколу мусульманской общины на две основные части — суннитов и шиитов. Раскол вышел за рамки династического соперничества внутри халифата, оказав огромное влияние на судьбу мусульманского мира. По преданию, о расколе исламской общины сообщал ещё пророк Мухаммед. Как гласит один хадис, пророк сказал: «Раскололись иудеи на 71 секту. И раскололись назреяне (то есть христиане — прим.) на 72 секты. И расколется моя умма (то есть сообщество верующих. — прим.) на 73 секты». Существуют разные варианты этого хадиса, но все они сообщают о расколе мусульманской общины на 73 секты.
О возникновении шиитского течения нет общепринятого мнения. Одни считают, что оно возникло ещё во времена пророка, вторые — после его смерти, третьи относят зарождение шиизма ко временам правления Али, другие — к периоду после его убийства. Как замечает С. М. Прозоров, «эти расхождения связаны с тем, что авторы, называя шиитами приверженцев 'Али, не дают чёткого определения этого термина и не учитывают изменение его содержания». И. П. Петрушевский считает, что шиизм сложился в религиозное течение в промежуток времени от гибели Хусейна в 680 году до утверждения у власти династии Аббасидов в 749/750 году, и в этот же период в нём начались расколы. При жизни самого пророка первыми, кого называли «шийа» (то есть «шиит»), были Салман аль-Фариси и Абу Зарр аль-Гифари, аль-Микдад ибн аль-Асвад и Аммар ибн Ясир.

### Правопреемство Али

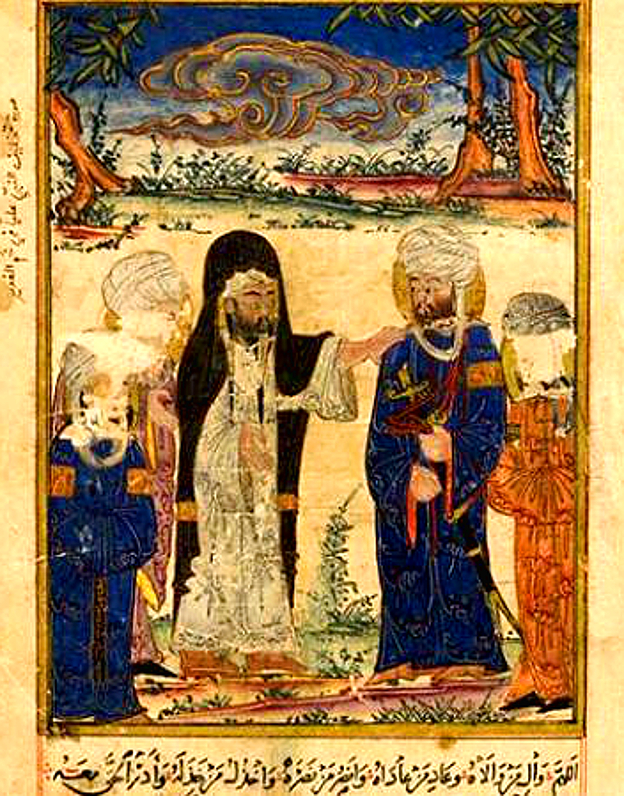
Инвеститура Али в Гадир Хумм.

Возвращаясь из своего последнего паломничества, пророк Мухаммед, в местечке Гадир Хумм, находящемся между Меккой и Мединой, сделал заявление в адрес Али. Мухаммед заявил, что Али его наследник и брат, и те, кто принял пророка как мавла, должен принять Али как его мавла. Мусульмане-шииты считают, что таким образом пророк Мухаммед объявил Али своим преемником. Суннитская традиция признаёт этот факт, но не придаёт ему большого значения, в то время как шииты торжественно отмечают этот день как праздник. Помимо этого, как гласит хадис, пророк сказал: «Я оставляю среди вас две ценные вещи, если будете держаться их, никогда не заблудитесь: Коран и мой род; они никогда не отделятся до судного дня». В качестве доказательства имамата Али, шииты приводят ещё один хадис о том, как Мухаммед, призвав своих ближайших родственников и соплеменников, указал на Али, который тогда ещё был мальчиком, сказав: «Это мой брат, мой восприемник (васи) и мой заместитель (халифа) после меня. Слушайтесь его и повинуйтесь ему!».
В одном из достоверных суннитских хадисов также подтверждается халифат Али ибн Абу Талиба.
Пророк Мухаммед скончался 8 июня 632 года в своём доме в Медине. Практически сразу после его смерти в одном из кварталов города собралась группа ансаров, чтобы решить вопрос о преемнике. К ним позже присоединились сподвижники пророка Абу Бакр и Умар. На собрании несколько лиц (сахабы Абу Зарр аль-Гифари, аль-Микдад ибн аль-Асвад и перс Салман аль-Фариси) выступили сторонниками прав Али на халифат, но их тогда не стали слушать. Сам Али и семья Мухаммеда в это время были заняты подготовкой похорон пророка. Итогом же собрания стало избрание Абу Бакра «заместителем посланника Аллаха» — халифом расули-л-лахи, или просто халифом. По кончине Абу Бакр рекомендовал Умара в качестве своего преемника, и община единодушно присягнула ему. Умирая, Умар назвал имена шести наиболее уважаемых ветеранов ислама (Али, Усман ибн Аффан, Саад ибн Абу Ваккас, Абд ар-Рахман ибн Ауф, Талха и аз-Зубайр) и велел им выбрать из своей среды нового халифа. Новым халифом был избран Усман.
Шииты считают первых трёх халифов узурпаторами, лишивших власти единственного законного обладателя — Али, а хариджиты, напротив, считают праведными халифами только Абу Бакра и Умара. Когда в середине VIII века к власти в халифате пришла династия Аббасидов, происходящая от дяди пророка аль-Аббаса, её представители начали выступать с притязаниями на законную власть в мусульманской общине, становясь таким образом конкурентами потомкам Али. Аббасидский халиф аль-Махди официально назвал узурпаторами всех четырёх халифов и объявил, что халифат и имамат после смерти пророка Мухаммеда принадлежали дяде аль-Аббасу и его потомкам. Порой первых халифов, начиная с Абу Бакра, пытались представить как «президентов», избранных демократичным путём. Английский исследователь Б. Льюис заметил, что не только второй, но уже и «первый халиф… Абу-Бакр был избран путём, который, согласно нашей точке зрения, может быть назван coup d’etat (то есть государственный переворот — прим.). Второй, Умар, просто принял на себя власть de facto, вероятно, по предуказанию своего предшественника».

### Халифат Али

Территории под контролем халифа Али
Территории под контролем Муавии I
Территория под контролем Амра ибн аль-Аса

В июне 656 года недовольные политикой Усмана мусульмане осадили его дом, а сорок дней спустя ворвались внутрь и убили халифа. Спустя три дня после убийства Усмана новым халифом был избран Али. Однако, наместник Сирии и троюродный брат Усмана, Муавия из семейства Омейядов, отказался присягать новому халифу, как человеку (как он считал), запятнавшему себя связью с убийцами халифа Усмана. Кроме него, против Али выступили также ближайшие сподвижники пророка, шурин Тальха ибн Убайдулла и двоюродный брат аз-Зубайр, а также супруга пророка Аиша. Возникшее в халифате соперничество между Али и его противниками вызвало первую гражданскую войну (фитна). Тальха, аз-Зубайр и Аиша потерпели поражение от Али в «Битве верблюда».
Апогеем же противостояния с Муавией стала Сиффинская битва. Сражение складывалось неудачно для Муавии, победа склонялась к Али. Положение спас наместник Египта Амр аль-Ас, предложивший приколоть на копья свитки Корана. Сражение было остановлено. В ходе этих столкновений Али потерял 25 тыс., а Муавия 45 тыс. чел. Среди тех, кто сражался на стороне Али и погиб в сиффинской битве, был один из самых известных сподвижников пророка Мухаммада — Аммар ибн Ясир. Али согласился на третейский суд, но он окончился безрезультатно. Недовольная его нерешительностью часть сторонников Али отошла от него и образовала третье мусульманское течение — хариджитов, которые выступили как против Али, так и против Муавии. Ю. Велльхаузен называл партии шиитов и хариджитов «религиозно-политическими партиями оппозиции» Омейядам.
В 660 году в Иерусалиме Муавия был провозглашён халифом. В январе 661 года Али был убит хариджитом в мечети Куфы. В течение последующих лет после его убийства преемники Муавии проклинали память Али в мечетях и на торжественных собраниях, а последователи Али отплачивали тем же трём первым халифам, как узурпаторам, и «собаке Муавии».

### Халифат Хасана
У Али от дочери пророка Фатимы остались двое сыновей — Хасан и Хусейн. Согласно одному хадису, пророк сказал, что «аль-Хасан и аль-Хусейн являются господами юношей рая». Это утверждение является очень важным для мусульман-шиитов, поскольку оно служит для них одним из основных обоснований прав потомков пророка на имамат. После убийства Али состоялась присяга его старшему сыну Хасану как новому халифу. Муавия отказался сделать это. Сохранились тексты двух посланий Хасана Муавии и ответы на них последнего. В послании Хасана впервые встречается развёрнутая аргументация особых прав членов семьи пророка на власть. В своём втором послании Хасан писал:
...Потом мы привели курайшитам такие же доводы, которые те приводили арабам (т. е. родство с пророком), но не были они справедливы, как справедливы были арабы к ним, и взяли себе это дело с меньшим основанием и справедливостью, чем было у арабов. А когда мы, люди семьи Мухаммада и его близкие (авлийа'уху), обратились к ним с доводами и требованием справедливости, то они все вместе принялись чинить нам обиды и козни и лишили нас назначенного Аллахом, а он — покровитель заступающийся! Удивляет нас притязание притязающих на наше право и власть пророка нашего, да благословит Аллах его и его род, — хотя они — люди, обладающие преимуществом и первенством в исламе. И отказались мы от споров с ними, опасаясь за религию, чтобы лицемеры и враги не нашли в них слабость, которой опозорят её, или будет это для них способом причинить ей тот вред, которого они хотят.
А ныне удивляются люди твоему, Му'авийа, притязанию на дело, которое тебе не принадлежит ни по известным заслугам, ни по похвальным делам в исламе: ты — сын супостата из супостатов (хизб мин ал-ахзаб), сын злейшего среди курайшитов врага посланника Аллаха, да благословит Аллах его и его род. Но Аллах разрушит твои надежды и отвергнет тебя и ты узнаешь, для кого потусторонние мучения. Клянусь Аллахом, ты скоро встретишься с Господом твоим и он воздаст тебе за то, что захватили твои руки, а Аллах не бывает несправедлив к своим рабам.
Воистину, в тот день, когда Али, да будет доволен им Аллах, ушёл своим путём, да помилует его Аллах, в день, когда он был взят... мусульмане поставили меня управлять этим делом после него, и я прошу Аллаха, чтобы не запасся я в этом преходящем мире чем-то, что могло бы лишить меня в будущем мире его благосклонности.
Воистину, подвигла меня на это письмо к тебе моя безвинность перед Аллахом, Великим и Славным, в деле с тобой. А тебе бы надо сделать великое дело, в котором было бы благо для мусульман: откажись от своего упорства в ложном деле и войди в то, во что вошли люди, и присягни мне. Ведь ты знаешь, что у меня больше прав на это дело, чем у тебя, в глазах Аллаха и всех кающихся, хранимых и тех, кто сердцем обращается к Аллаху. Побойся Аллаха и оставь бесчинство, перестань проливать кровь мусульман, ведь, клянусь Аллахом, нет тебе добра в том, что ты предстанешь пред Аллахом с этой обильно пролитой их кровью. Войди в мир и покорность и не оспаривай дело у людей, которым оно принадлежит, и у того, кто имеет больше прав на него, чем ты, и да потушит Аллах этим злобу, и объединит речи, и уладит междоусобицу. А если ты в своём заблуждении не хочешь ничего, кроме унижения, то я приду к тебе с мусульманами и буду судиться с тобой, пока не рассудит нас Аллах, — а он — лучший судья.
В ответном послании Муавия представил свои контраргументы:
...Ты упоминаешь споры мусульман из-за этого дела после него (Мухаммада) и выдвигаешь обвинение против Абу Бакра Правдивейшего, и Умара Распознающего, и Абу Убайды Надёжного, и Талхи и аз-Зубайра, и непорочных мухаджиров, решение которых неприятно тебе, Абу Мухаммад. Но ведь когда община спорила об этом деле после её пророка Мухаммада — да благословит его Аллах и да приветствует, — то знала, что курайшиты имеют в этом отношении больше прав, потому что её пророк из их числа. Затем решили курайшиты и ансары, и достойные мусульмане, и верующие поручить это дело самому знающему об Аллахе и самому богобоязненному из них, самому первому из них в исламе и избрали Абу Бакра Правдивейшего, хотя и знали положение человека, который достойнее Абу Бакра, занявшего его место и защищающего достояние ислама, но отказали ему в этом.
Сейчас положение между мной и тобой такое же, какое было у них с ним. Если бы я знал, что ты твёрже в делах подданных, и заботливее в отношении этой общины, и лучше управляешься, и коварнее с врагом, и сильнее во всех делах, то я передал бы тебе это дело после твоего отца, потому что я знаю, что ты претендуешь на то же, на что претендовал твой отец. Ты ведь знаешь, что твой отец вышел против нас и сражался с нами, а потом дело обернулось так, что он выбрал человека и мы выбрали человека, чтобы они вдвоем приняли решение, которым уладили бы дело этой общины, и возвратилось бы с его помощью дружелюбие и единение. И обязали мы обоих судей следовать в этом деле заветам Аллаха и верности ему, а они обязали нас делать то же, чтобы мы согласились с тем, что они решат. Потом они сошлись на отречении твоего отца и отрешили его. А поскольку ты призываешь меня к этому делу, добиваясь по праву твоего отца, а твой отец его лишился, то позаботься, о Абу Мухаммад, о самом себе и своей религии. И мир.
Противостояние между домом Али и Омейядами вспыхнуло вновь. Хасан вынужден был пойти на подписание соглашения с Муавией, согласно условиям которого после смерти Муавии власть над мусульманской общиной должна была перейти обратно к Хасану.
Имам Хасан был отравлен своей женой в Медине по приказу Муавии.
Мотив гибели Усмана стал одним из поводов, по которому Хасан не был похоронен рядом со своим дедом, пророком Мухаммедом. Хасан желал быть похороненным рядом с могилой своего деда, но на пути похоронной процессии встал наместник Медины Марван бин ал-Хакам, запретивший его хоронить рядом с пророком как наказание за недостойные похороны Усмана, к которым сам Хасан не имел никакого отношения. В возникшей перепалке, грозившей перерасти в кровопролитие, Мухаммад бин Али уговорил младшего сына Али — Хусейна похоронить брата рядом с матерью на кладбище ал-Баки.

### Гибель Хусейна

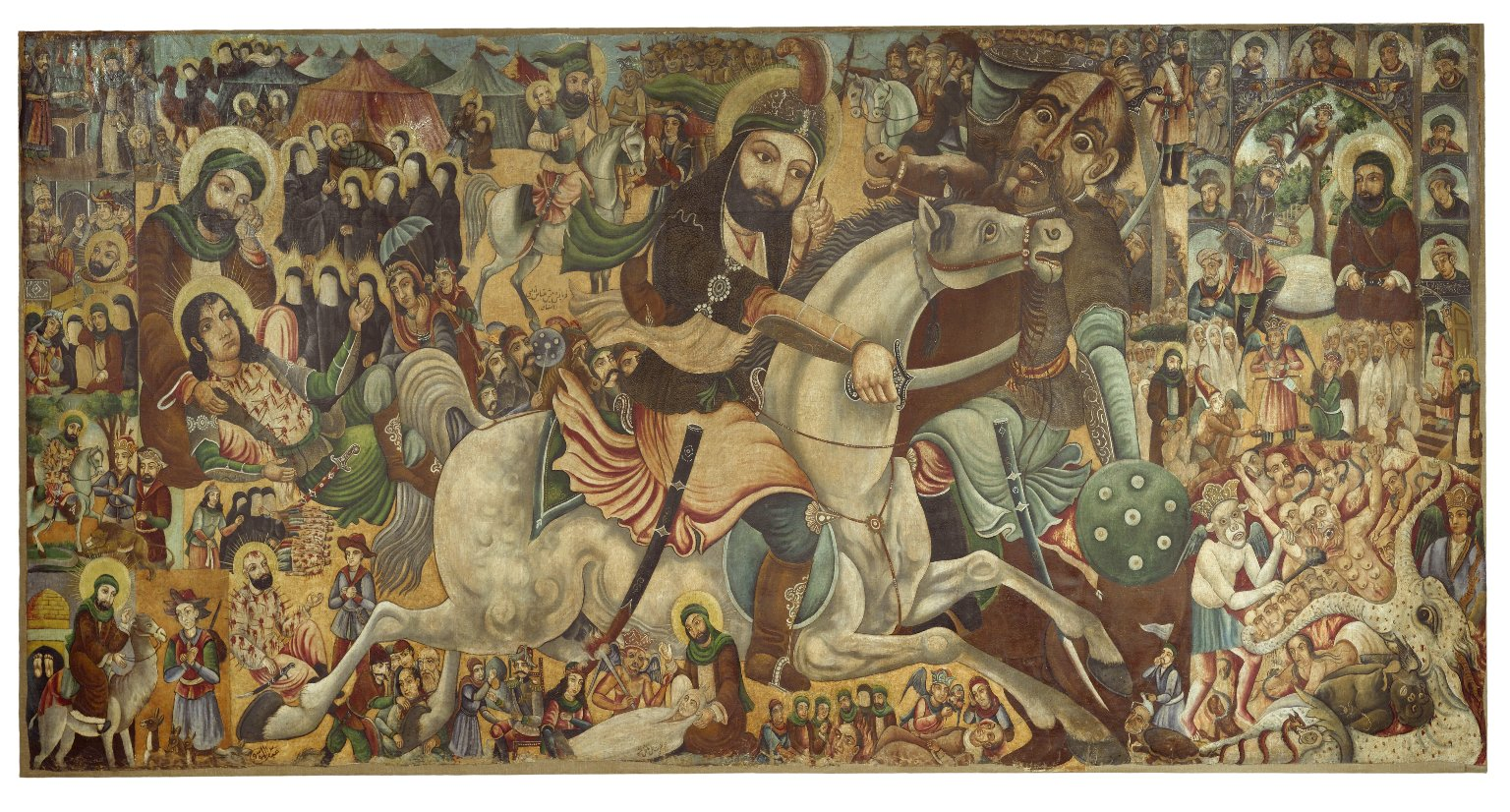
«Битва при Кербеле». Аббас аль-Мусафи. Бруклинский музей, Нью-Йорк.

Договор между Хасаном и Муавией был решительно отвергнут Хусейном. Он отказался присягать Муавии, но тот по совету Хасана не стал его принуждать. После смерти Муавии власть перешла к его сыну Язиду I, которому Хусейн также отказался присягнуть. Куфийцы немедленно принесли присягу Хусейну в верности и призвали его к себе. В окружении своих родственников и ближайших людей Хусейн двинулся из Мекки в Куфу. В пути ему пришло известие, что выступление в Ираке подавлено, но тем не менее Хусейн продолжил свой путь. В местечке Найнава отряд Хусейна численностью 72 человека столкнулся с 40-тысячной армией халифа. В упорном сражении они были перебиты (многие из убитых были членами семьи Пророка Мухаммада), в том числе и сам Хусейн, остальные взяты в плен. Среди погибших более двадцати человек являлись ближайшими родственниками Хусейна и, соответственно, членами семьи пророка, из которых два сына Хусейна (Али аль-Акбар и Али аль-Аскар), шесть братьев Хусейна по отцу, три сына имама Хасана и три сына Абдуллаха ибн Джафара (племянник и зять Али), а также три сына и три внука Акила ибн Абу Талиба (родной брат Али, двоюродный брат и сахаб пророка). Голову внука пророка отослали к халифу Язиду I в Дамаск.
Гибель Хусейна способствовала религиозному и политическому объединению приверженцев рода Али, а сам он стал не только символом шиитского движения, но и значительнейшей фигурой всего мусульманского мира. Среди шиитов Хусейн считается третьим имамом. День его гибели отмечают глубочайшим трауром (шахсей-вахсей). Примечательно, что поминание в день Ашура происходит не только у шиитов, но в некоторых местах и у суннитов. Например, в Средней Азии, в частности в Фергане и Самарканде, среди суннитов, особенно женщин, муридок местных ишанов, происходили особые обряды с чтением религиозных стихов о гибели Хусейна, которые назывались ашури. Культ Хасана и Хусейна существует также среди мусульман-суннитов шафиитской школы, в частности, в Декане (Индия) и Индонезии. У индонезийских мусульман «праздник потому называется „праздником Хасана-Хусейна“, что в Индонезии преобладающая форма ислама (шафииты) восходит к влиянию Декана. И в южной части Индии брат Хусейна Хасан причисляется к святым».
Как отмечает В. В. Бартольд, распад мусульманской общины ярко проявился во время паломничества 688 года (спустя 56 лет после смерти пророка), когда паломники несли четыре враждебных одно другому знамени: Абдаллаха аз-Зубейра, поднявшего восстание против Омейядов в Мекке и Медине, Мухаммеда ибн аль-Ханафия (другого сына имама Али, не от Фатимы), омейядского халифа Абд ал-Малика и хариджитского предводителя.

## История

### Аббасиды и алидская оппозиция
В середине VIII века в Хорасане вспыхнуло восстание против Омейядов, приведшее к их свержению и утверждению у власти династии Аббасидов, происходивших от дяди пророка Мухаммеда. Вначале Аббасиды не занимали твёрдой позиции в отношении потомков Али и Фатимы (Алидов), но вскоре между этими группировками развернулась не только политическая, но и религиозно-идеологическая борьба за власть. Первым из Аббасидов, кто начал систематически истреблять Алидов, стал халиф аль-Мансур. После его кончины, в тайных погребах халифа было обнаружено множество трупов казнённых Алидов. К их ушам были привязаны ярлыки, уточнявшие личность казнённого. Согласно сведениям Мухаммада ал-Мугнийа, за период своего правления аль-Мансур уничтожил свыше тысячи потомков Али и Фатимы.
В ряде отдельных областей, которые при Аббасидах стали постепенно отпадать от халифата, к власти приходили Алиды. Так, в 788 году правнук имама Хасана — Идрис, принимавший в 786 году участие в алидском восстании против Аббасидов, создал на севере Марокко государство Идрисидов. Идрисиды стали первой династией, образованной приверженцами зейдитского течения шиизма. Однако оно не являлось единственным североафриканским государством с шиитским толком. Элементы шиизма также присутствовали в религиозных представлениях берберской племенной конфедерации Баргавата.
Пришедший в 813 году к власти халиф Аль-Мамун начал политику сближения с Алидами. По его распоряжению в 816 году из Медины в Хорасан был доставлен восьмой шиитский имам Али ибн Муса. По прибытии последнего аль-Мамун дал ему лакаб ар-Риза и 24 марта 817 года провозгласил его своим наследником (вали’ахд). За имама Резу халиф выдал свою дочь Умм Хабиб и скрепил союз между сыном Резы — Мухаммадом, которому тогда было шесть лет, и другой своей дочерью — Умм аль-Фазл. Более того, аль-Мамун велел заменить официальный чёрный цвет Аббасидов на зелёный — цвет шиитов, а также распорядился чеканить на монетах после себя имя Али ар-Ризы: «ар-Риза, имам мусульман». Аль-Мамун предпринимал попытки добиться идейного единомыслия мусульман — впервые сформулировать официальный догмат веры, который удовлетворил бы и суннитов и шиитов. В 827 году был официально принят шиитский лозунг «Али — лучший из людей» — с оговоркой «после Мухаммада», а Муавия I был подвергнут осуждению. Политика, проводимая халифом аль-Мамуном, встретила оппозицию среди членов Аббасидской династии. Те провозгласили в Багдаде халифом его дядю — Ибрахима ибн аль-Махди.
В начале IX века, вероятно, появляется название имамиты (ал-имамийа), другое название которых иснаашариты (ал-исна’ашарийа). Первыми, кого стали называть имамитами, были шиитские богословы Али ибн Исмаил ат-Таммар и Мухаммад ибн Халил ас-Саккак. Шиитское учение к тому времени заметно распространилось по Арабскому Ираку и соседним с ним областям. В конце X века аль-Хорезми приводит Вавилонию как классический образец шиитской области. Уже в X веке шиитами являлись жители Кума. В тот же период шиитской стала Басра, о которой ещё в IX веке могли сказать: «Басра — за Османа, Куфа — за Али».

### Подъём исмаилизма

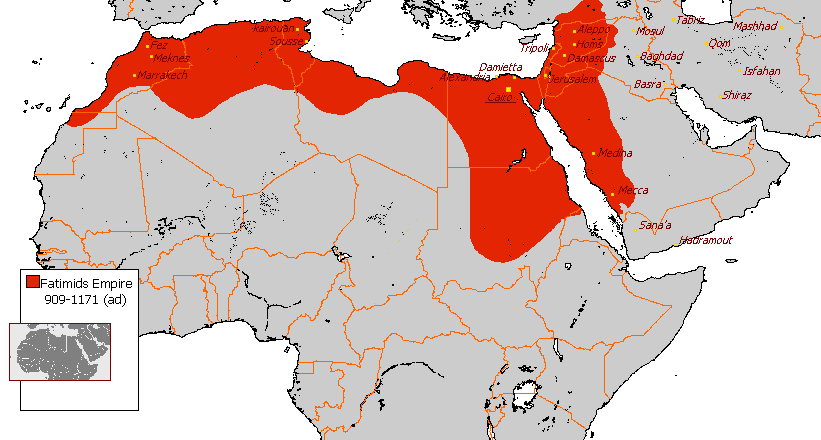
Территория Фатимидского халифата на фоне современных границ стран Азии и Африки.

В начале X века на территории Ифрикии (современный Тунис) вспыхнуло восстание исмаилитов («крайние шииты») во главе с Убейдаллахом, объявившим себя потомком Али и Фатимы. В январе 910 года в Раккаде (близ Кайруана) Убейдаллах был провозглашён халифом и махди. Спустя несколько лет в 929 году кордовский эмир Абд ар-Рахман III также принял титул халифа и «главы правоверных». Таким образом, как справедливо замечает Л. А. Семёнова, «образование в Северной Африке шиитского государства означало раскол мусульманского мира на три враждебных друг другу халифата: Фатимидов, Аббасидов и Кордовских Омейядов». Фатимиды не только установили свою власть на всём африканском побережье, подчинив себе также идрисидов, но и распространили её на Сицилию. В правление Фатимидов в Каире была построена мечеть аль-Азхар и основан одноимённый университет, ставший впоследствии крупнейшим теологическим училищем в Египте.
В середине XI века на территории Йемена устанавливается власть исмаилитской династии Сулайхидов. В XI—XII веках исмаилизм утвердился в Горном Бадахшане, и с самого начала его последователи подвергались гонениям со стороны представителей ортодоксального суннитского духовенства.

### Передняя Азия: Буиды

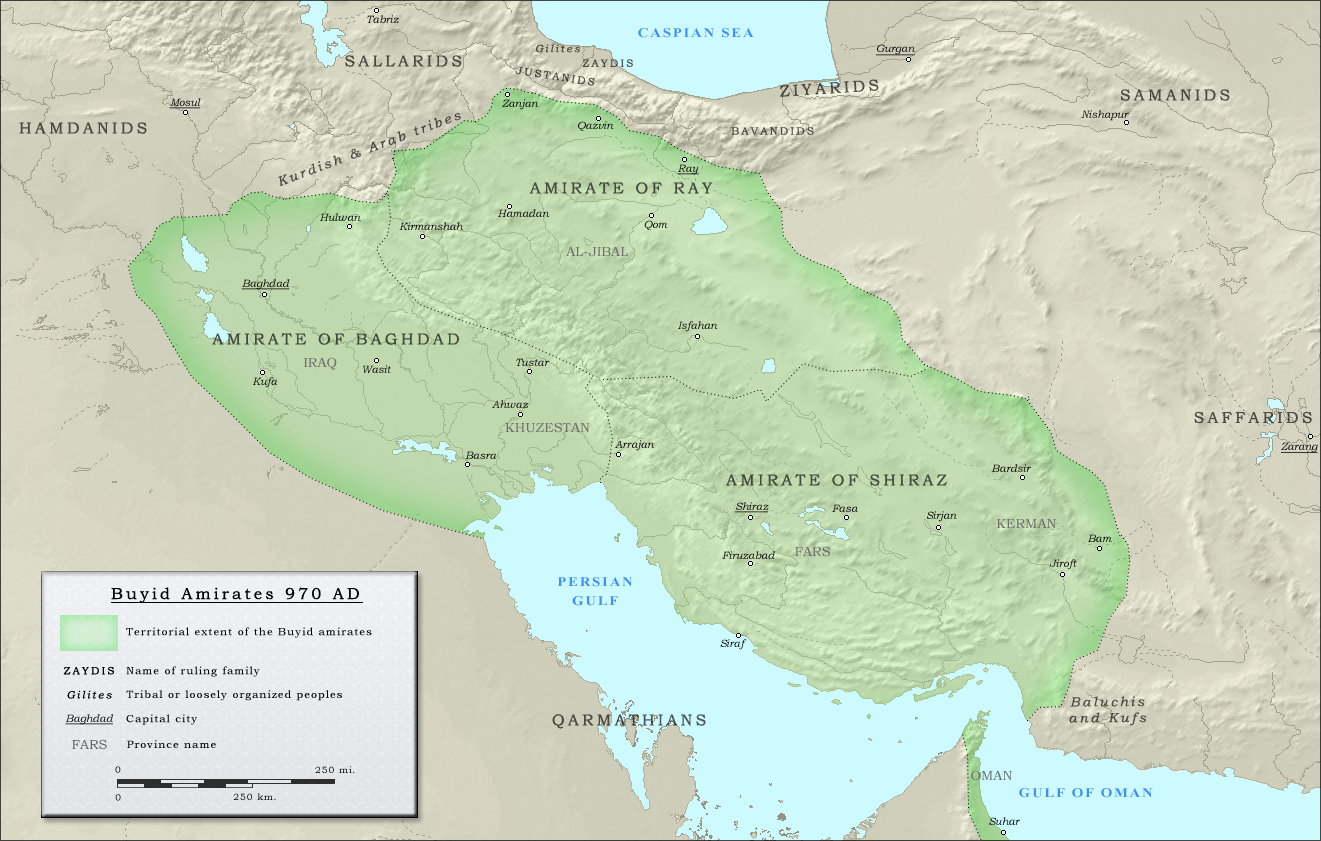
Эмираты под управлением Буидов в 970 году

В X веке в Передней Азии возвысилась дейлемитская династия Буидов (Бувайхидов), поставившие Аббасидов в зависимость от себя. Буиды принадлежали с иснаашаритскому (двунадесятников) направлению шиизма. В их эпоху произошла определённая систематизация и интеллектуализация шиитской теологии. При этом Буиды проявляли враждебность к политическим противникам Аббасидов — исмаилитам Фатимидам. К шиитам принадлежало существовавшее в XIV—XV веках в Передней Азии государство Кара-Коюнлу.

### Новое время
После того как в 1501 году сефевидский шейх Исмаил I провозгласил себя шахом Ирана и создал Сефевидское государство, он объявил иснаашаритское (двунадесятники) направление шиитского ислама государственной религией в созданном им государстве. Главной опорой Сефевидов стало объединение тюркских кочевых племён, известное как кызылбаши (азерб. красноголовые, поскольку они носили чалму с двенадцатью пурпурными полосками в честь двенадцати шиитских имамов). Шах издал указ, «дабы на площадях [люди] распустили языки для поругания и проклинания Абу-Бакра, Умара и Усмана, а всякому, кто стал бы противиться, отсекали бы голову». Кровавые гонения на суннитов, а также на «крайних» шиитов, происходили повсюду, где утвердилась власть Сефевидов. После падения династии Сефевидов в XVIII веке и хаоса последующих лет на территории современного Азербайджана образовалось два десятка полунезависимых ханств и султанств. В ханствах приверженцы обоих течений проживали смешанно, но где-то преобладали шииты, а где-то сунниты. Бакинское ханство и большую часть Талышского ханства населяли исключительно одни шииты, причём в Талышском ханстве правящая династия по линии некоего Сеида Мустансира Биллаха происходила от Зайда, сына четвёртого шиитского имама — Саджада. Большая часть населения Ширванского ханства состояло из шиитов, но кочевники ханчобаны, из которых происходил ширванский ханский дом серкеров, принадлежали к суннитам. Правящая семья Карабахского ханства и большинство её подданных являлись мусульманами-шиитами, но в ханстве имелось и суннитское меньшинство. Из шиитского рода происходили первые правители Дербентского ханства, пока оно не было подчинено соседнему Кубинскому ханству. В самом Кубинском ханстве у власти тоже стояла шиитская династия.
В 1759 году марониты при поддержке друзов подняли восстание против шиитов Северного Ливана, изгнав их полностью к 1773 году из Бшарри, Батруна, Джубейля и Кесруана. Шииты бежали на юг и в долину Бекаа, в то время в Ливане началась интенсивная христианская колонизация центральных районов.

### XX век
Крупные волнения между шиитами и суннитами произошли в январе 1910 года в Бухаре. Глава правительства Бухарского эмирата кушбеги Астанкул-бий, предки которого происходили из Ирана, предоставил разрешение открыто справлять в городе Ашуру, допускавшееся до этого лишь в границах иранского квартала. Однако суннитская толпа начала издеваться над шиитскими обрядами и осыпала насмешками процессию шиитов, когда те проходили по главным улицам Бухары. Итогом стало нападения озлобленных иранцев на толпу, результатом чего стала гибель одного бухарца. Вслед за тем начался погром шиитов, которым пришлось бежать в Новую Бухару под охрану русских войск. При помощи царских войск удалось приостановить погром, но столкновения между суннитами и шиитами ещё какое-то время продолжались вне города. В результате этой суннитско-шиитской резни погибло около 500 бухарцев и иранцев.
В 1943 году мусульманская и христианская общины Ливана заключили устное соглашение, известное как Национальный пакт, заложивший основу Ливана как многоконфессионального государства. В соответствии с Национальным пактом за мусульманином-шиитом определяется один из трёх главных постов в государстве — председателя парламента, в то время как за христианином-маронитом и мусульманином-суннитом посты президента и главы правительства соответственно. В 1949 году была основана Прогрессивно-социалистическая партия Ливана, основу которой составили друзы.
Во второй половине XX века в исламском мире возник новый политический расклад на религиозной основе. В 1970-х гг. к власти в Сирии пришло алавитское меньшинство. В 1979 году в ходе исламской революции в Иране был свергнут шахский режим и установлена новая форма государственного устройства. Принятая после победы исламской революции в Иране конституция провозгласила, что «официальной религией Ирана является ислам джафаритского толка, признающий существование 12 имамов…» (ст. 12). Установление в Иране шиитского исламского режима, удалённого в равной степени как от США и СССР, так и от светских и суннитских режимов в регионе, стало совершенно новым фактором политической ситуации в тот период. Революция в Иране стала одним из ключевых событий XX века и имела огромное историческое значение для всего мира.
Иранская революция с энтузиазмом была встречена среди бахрейнских шиитов. Одни шиитские политические деятели образовали Исламский фронт освобождения Бахрейна, выступив с идеей провозглашения в стране «исламской республики», другие же потребовали от монарха согласия на формирование нового, «исламского» правительства. Некоторые стали даже поднимать вопрос о присоединении Бахрейна к Ирану. Ответом на эти настроения стала кампания властей против оппозиционных сил, носившая антишиитский характер. Многие шиитские активисты попали за решётку. 14 декабря 1981 года было объявлено о предотвращении попытки государственного переворота, в организации которого власти обвинили бахрейнцев-шиитов из числа членов Исламского фронта освобождения, а также «хомейнисты» из Кувейта, Саудовской Аравии и Омана.
Ливанская шиитская милиция Амаль активно участвовала в сопротивлении во время израильского вторжения 1982 года. В ходе Гражданской войны в Ливане среди ливанских шиитов возникла ещё одна военизированная группировка — «Хезболла», выступившая за создание в Ливане исламского государства по образцу Ирана.
Во время Афганской войны Иран оказывал поддержку афганским шиитам, по большей части состоящим из хазарейцев. В рамках проводимой президентом Афганистана Мохаммадом Наджибуллой политики «национального примирения» 20-21 сентября 1987 года в Кабуле состоялась Всеафганская джирга хазарейской национальности, постановившая обеспечить джафаритской школе шиитского ислама «возможность широкого и всестороннего развития в районах, населённых исповедующими его хазарейцами, будь то в Хазараджате, Кабуле или других городах». Для подготовки шиитского духовенства создавалось специальное медресе, а на теологическом факультете Кабульского университета открывалось штатное отделение. Положение шиитов в Афганистане значительно ухудшилось после первого прихода к власти в стране движения Талибан в 1990-е годы, провозгласившего создание Исламского Эмирата Афганистан. В 1995 году талибы жестоко убили сдавшегося им лидера партии афганских шиитов Хезбе и-Вахдат Абдулу Али Мазари, выбросив его с вертолёта. В 1999 году руководители Исламского Эмирата запретили все траурные церемония, связанные с ашурой.
В 2002 году в Йемене зейдиты из числа группировки «Аль-Хути» развернули вооружённую борьбу против центрального правительства в северо-западной провинции страны Саада. Правительство обвиняло повстанцев в намерении свергнуть правящую власть и установить свою власть во главе с Имамом. Мятежники, в свою очередь, утверждали, что они лишь защищают свою общину от дискриминации со стороны властей.
Для укрепления взаимопонимания и формализации диалога между последователями двух ветвей ислама (шиизма и суннизма) в мае 2011 года в Джакарте при поддержке индонезийского правительства был учреждён Суннитско-шиитский богословский совет.

## Ветви шиизма
Преобладающим направлением в шиизме являются имамиты, среди которых произошёл раскол на шиитов-двунадесятников (иснаашаритов) и исмаилитов. Аш-Шахрастани называет следующие секты имамитов: бакириты, навуситы, афтахиты, шумайриты, исмаилиты-вакифиты, мусавиты и иснаашариты, в то время как другие ересиографы (аль-Ашари, Наубахти) выделяют три главные секты: катиты (впоследствии ставшие иснаашаритами), шуккариты и вакифиты.
В настоящее время отношения между двунадесятниками (а также зейдитами) и другими шиитскими течениями иногда принимают напряжённые формы. Несмотря на сходные моменты в вероучении, фактически это разные общины. Шииты традиционно делятся на две большие группы: умеренных (шииты-двунадесятники, зайдиты) и крайних (исмаилиты, алавиты, алевиты и др.). Вместе с тем, с 1970-х годов начался обратный постепенный процесс сближения умеренных шиитов и алавитов и исмаилитов.

### Шииты-двунадесятники (иснаашариты)
Шииты-двунадесятники, или иснаашариты, являются преобладающим направлением в рамках шиитского ислама, которое преимущественно распространено в Иране, Азербайджане, Бахрейне, Ираке и Ливане, а также представлено и в других странах. Этим термином обозначают шиитов-имамитов, признающих последовательно 12 имамов из рода Али.
После того как в 1501 году сефевидский шейх Исмаил I провозгласил себя шахом Персии, он объявил иснаашаритское (двунадесятники) направление шиитского ислама государственной религией в созданном им государстве. Главной опорой Сефевидов стало объединение тюркских кочевых племён, известное как кызылбаши (азерб. красноголовые, поскольку они носили чалму с двенадцатью пурпурными полосками в честь двенадцати шиитских имамов). После исламской революции в Иране была принята новая конституция, которая в ст. 12 провозгласила, что «официальной религией Ирана является ислам джафаритского толка, признающий существование 12 имамов…».
Двенадцать имамов
1. Али́ ибн Абу́ Та́либ (умер в 661) — двоюродный брат, зять и сахаб пророка Мухаммеда, муж его дочери Фа́тымы, четвёртый и последний праведный халиф;
2. Хасан ибн Али (умер в 669) — старший сын Али и Фа́тымы;
3. Хусейн ибн Али (умер в 680) — младший сын Али и Фа́тымы, погибший мученической смертью в битве при Кербеле против армии халифа Йазида I;
4. Зайн-аль-Абидин (умер в 713);
5. Мухаммад аль-Бакир (умер в 733);
6. Джа́фар ас-Са́дик (умер в 765) — основатель одной из исламских правовых школ — джафаритского мазхаба;
7. Муса аль-Казим (умер в 799);
8. Али ар-Рида (или Имам Реза), (умер в 818);
9. Мухаммад ат-Таки (умер в 835);
10. Али ан-Наки (умер в 865);
11. аль-Хасан аль-Аскари (умер в 873);
12. Мухаммад аль-Махди (Махди) — имя последнего из 12 Имамов. Махди в исламе — это как Мессия, который в возрасте пяти лет ушёл в сокрытие. Это сокрытие, по убеждению шиитов-имамитов, продолжается и поныне.

Пять основных столпов веры
Шиитское вероучение базируется на пяти основных столпах:
1. Вера в Единого Бога (Таухид);
2. Вера в Справедливость Бога (Адль);
3. Вера в Пророков и Пророчества (Набувват);
4. Вера в Имамат (вера в духовное и политическое руководство 12 имамов);
5. Загробный мир (Маад)[80].

Другие авторы выделяют отдельным принципом религии (столпом веры) атрибут Аллаха — Божественная справедливость (Адл)

### Исмаилиты (семеричники)

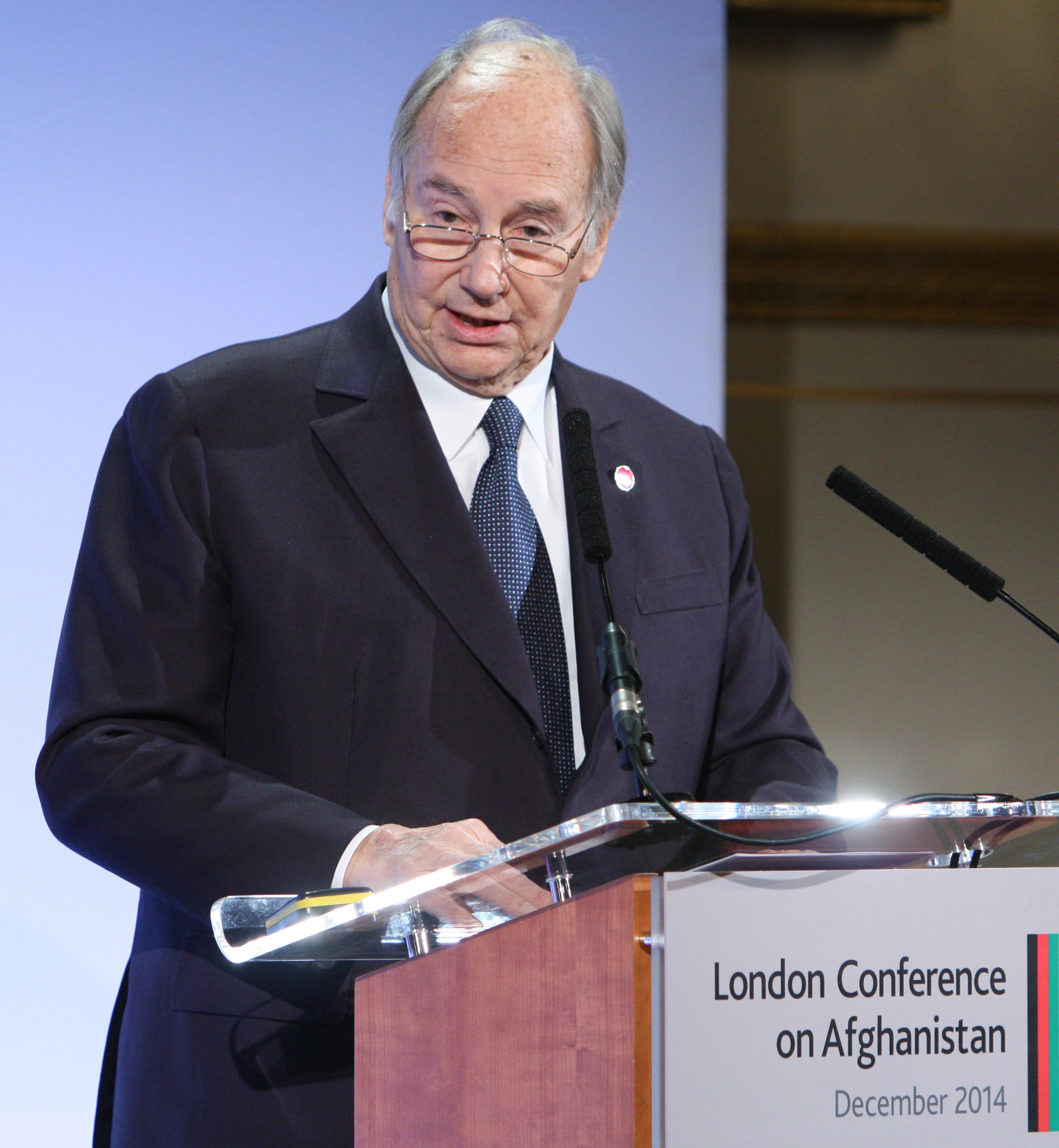
Шах Карим аль-Хусейни, известный как Ага хан IV (1957-2025), 49-й имам исмаилитов-низаритов.

Исмаилиты являются приверженцами шиитского течения. В отличие от иснаашаритов (двунадесятников), они последовательно признают семь имамов до Джафара ас-Садыка, но после него возводят имамат не к Мусе аль-Казиму, а к другому сыну Джафара — Исмаилу, который умер раньше своего отца.
В IX веке исмаилиты раскололись на фатимидских исмаилитов, признававших скрытых имамов, и карматов, считавших, что имамов должно быть семь. В конце XI — начале XII веков карматы прекратили существование.
В X веке в Северной Африке образовалось обширное исмаилитское государство Фатимидов.
После смерти в 1094 году фатимидского халифа аль-Мустансира новым халифом был объявлен его сын Низар, но власть в государстве захватил его младший брат аль-Мустали. Сторонники Низара отказались признавать аль-Мустали и его потомков и объявили имамами потомков Низара, потому они стали именоваться низаритами (восточными исмаилитами), а сторонники аль-Мустали — мусталитами. Низариты образовали государство с центром в иранской крепости Аламут, которое было уничтожено в 1256 году монгольским завоевателем Хулагу-ханом. Центральной фигурой в развитии этой ветви ислама и основателем государства низаритов стал Хасан ибн Саббах, изложивший доктрину неоисмаилизма (Да’ват-и джадид). Наиболее известной из низаритских сект стали хашшашины, более известные как ассасины.
После падения Фатимидов духовный центр другой исмаилитской ветви — мусталитов, переместился в Йемен, а в XVII веке — в индийский город Гуджарат, где осела их большая часть. Тогда же они разделились на даудитов (большая часть мусталитов), перебравшихся в Индию, и сулайманитов, оставшихся в Йемене.

#### Друзы
Друзы по происхождению ранее являлись одним из ответвлений шиитской секты исмаилитов, однако в XI веке откололись от неё и прекратили конфессиональные контакты с исмаилитами ещё в средние века, претерпев в последующем значительные изменения. Среди западных и российских («ленинградская школа») востоковедов существовала и альтернативная типология друзов, согласно которой они не являлись самостоятельной религией, а были суфийским орденом в рамках исмаилитского направления ислама. Секта возникла в начале XI века под влиянием проповеди ряда проповедников-сторонников египетского исмаилитского правителя Хакема среди исмаилитов Египта, Сирии и Ливана.
Название секты восходит к имени миссионера Дарази (ум. 1017 г.), которого сами друзы считают отступником, предпочитая называться аль-муваххидун (унитарии, или исповедующие единобожие). Существовали династии правящих эмиров среди друзов, такие как Мааны, Шихабы и т. д. В 1949 году была основана Прогрессивно-социалистическая партия Ливана, основу которой составили друзы.

### Алавиты

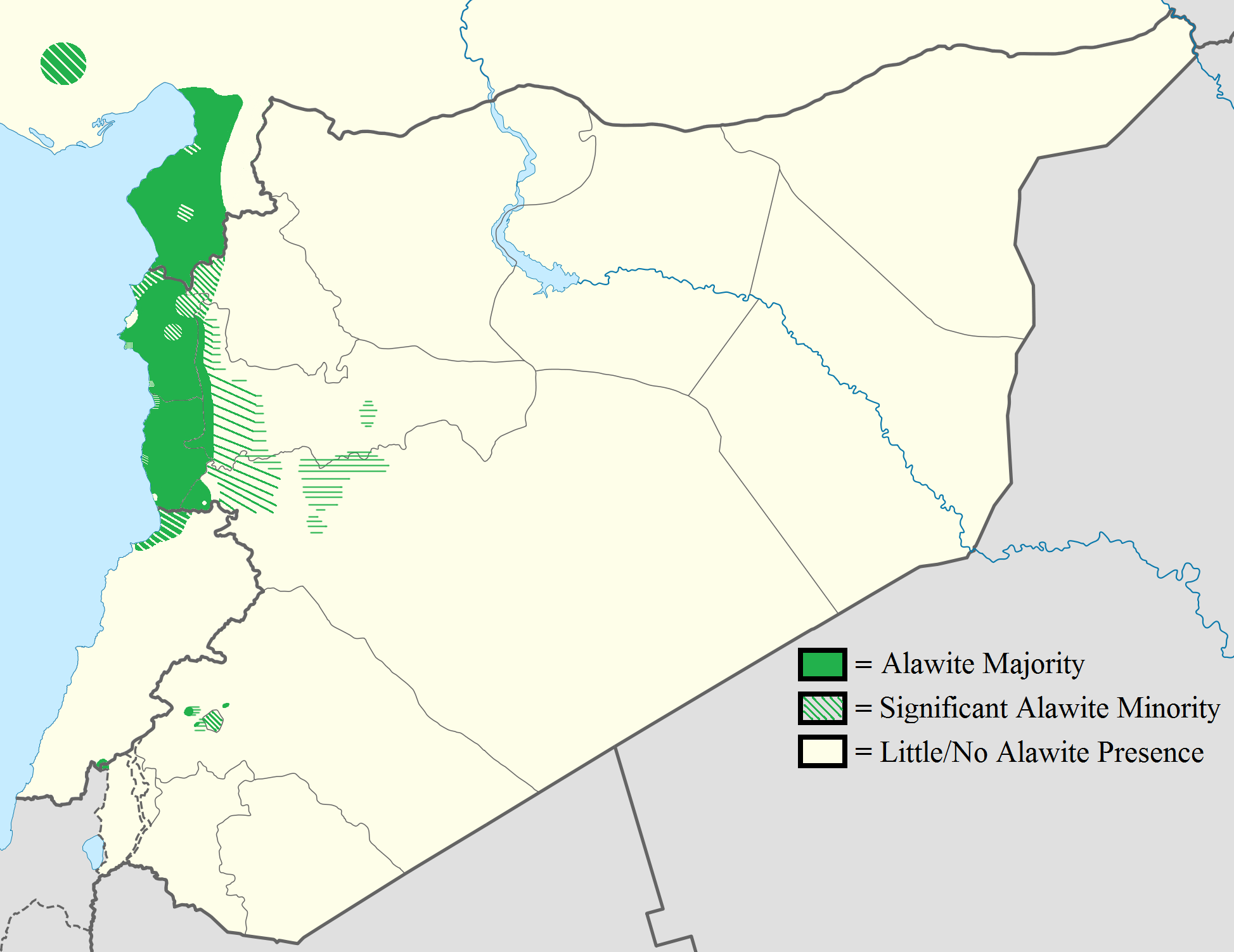
Карта расселения алавитов на территории Сирии, Ливана и Турции.

Алавиты (Алауиты) или нусайриты (по имени Мухаммада бен Нусайра ан-Нумайри, считающегося основателем секты) являются представителями «крайних» шиитов. В основном они проживают в Западной Сирии, а также в Северном Ливане и Турции. В Сирии они составляют до 12 % населения страны.
В основе их догматов можно найти духовные традиции многих учений и верований: исмаилизма, гностического христианства, шиизма, доисламских астральных культов, греческой философии. Все алавиты делятся на привилегированную группу «хасса» («посвящённые»), которые являются обладателями священных книг и особых знаний, и основную массу — «амма» («непосвящённые»), которым отводится роль послушников-исполнителей.
Являлись основным населением Государства Алавитов. К алавитам принадлежит семья Асадов, бывшие президенты Сирии Хафез Асад и его сын Башар Асад.

### Зейдиты
Зейдиты представляют ветвь «умеренных» шиитов, распространённую на северо-востоке Йемена; также одна из ветвей — ноктавиты, распространены в Иране.
Зейдиты образовались в VIII веке. Зейдиты принимают законность халифов Абу Бакра, Омара и Османа, что отличает их от иснаашаритов (двунадесятников) и исмаилитов. От остальных шиитов они отличаются ещё и тем, что отрицают учение о «скрытом имаме», практику «такыйя» и так далее.
Зейдиты образовали государства Идрисидов, Алавидов и так далее, а также установили власть на части территории Йемена, где их имамы правили до революции 26 сентября 1962 года.

### Другие течения
Ахл-е Хакк или Йарсан — крайнее шиитское эзотерическое учение, коренящееся в месопотамских течениях гулата, и распространённое на западе Ирана и востоке Ирака преимущественно среди курдов.
Среди шиитов есть ещё одно течение — навуситы, полагающие, что имам Джафар ас-Садик не умер, а ушёл в гайбу.

### Кайсаниты
Исчезнувшая ветвь — кайсаниты, сформировались в конце VII века. Они провозгласили имамом сына Али — Мухаммада ибн аль-Ханафии, но поскольку тот не был сыном дочери пророка, то большая часть шиитов отвергла этот выбор. По одной версии, своё название они получили по прозвищу аль-Мухтара ибн Аби Убайда ас-Сакафи — Кайсан, руководившего восстанием в Куфе под лозунгом защиты прав аль-Ханафии и отмщения за кровь имама Хусейна, по другой версии — от имени начальника гвардии аль-Мухтара Абу Амра Кайсана. Течении кайсанитов распалось на ряд сект: мухтариты, хашимиты, байаниты и ризамиты. Общины кайсанитов прекратили своё существование в середине IX века.

## Джафаритский мазхаб
Джафаритский мазхаб — школа исламского права (фикха), которой следуют шииты-двунадесятники и исмаилиты (включая низаритов). Основатель джафаритского мазхаба — Джафар ибн Мухаммад ас-Садик, почитаемый шиитами как шестой имам.
В XVIII веке джафариты получили отдельное место для молитвы (макам или мусалла) в ограде ал-Ка’бы наравне с последователями других суннитских богословско-правовых школ. С 1959 года джафаритский мазхаб получил статус «пятой школы» наряду с четырьмя суннитскими школами Университетом аль-Азхар.

## Общество

### Праздники
Мусульмане-шииты, как и сунниты, отмечают:
- Ураза-байрам (1 шавваля);
- Праздник жертвоприношения курбан-байрам (10 зу-ль-хиджжа);
- Как и все мусульмане, они также соблюдают пост в месяце рамадан.

Кроме общих праздников, у шиитов есть и свои праздники:
- День рождения имама Али (13 раджаба);
- День рождения имама Хусейна (3 шабана);
- День рождения имама Резы (11 зу-ль-каада);
- День рождения имама Махди (15 шабана) (каркиан);
- Праздник Гадир Хумм, связанные с событием в местечке Гадир Хумм во время последнего паломничества пророка Мухаммеда.

Не меньшее значение шииты придают и траурным датам, связанным со смертью пророка (28 сафара) и гибелью шиитских имамов: дни Ашуры (с 1 по 10 мухаррама), связанные с гибелью имама Хусейна; день ранения имама Али (19 рамадана) и день его смерти (21 рамадана), день смерти имама Джафара ас-Садыка (1 шавваля).

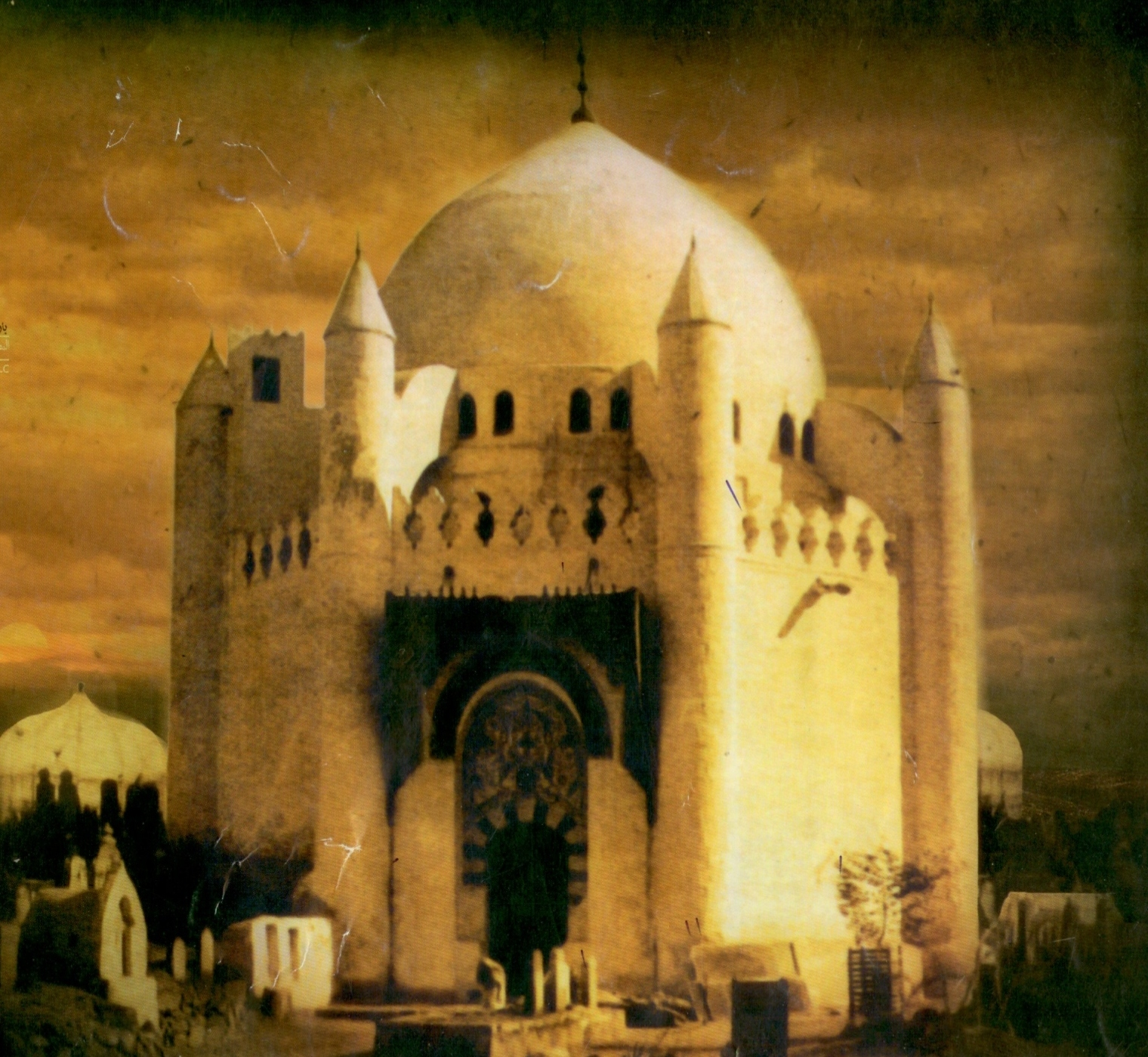
Мавзолей на кладбище аль-Баки, разрушенный в 1925 году. Здесь были похоронены четыре шиитских имама — Хасан, Саджад, Мухаммад аль-Бакир и Джафар ас-Садик.

### Святые места
Святыми местам для мусульман-шиитов, также как и для всех остальных мусульман, являются Мекка и Медина. В то же время широко почитаются мавзолей имама Хусейна и мечеть аль-Аббас в Кербеле и мечеть имама Али в Эн-Наджафе.
Среди других почитаемых мест кладбище Вади-ус-Салаам в Эн-Наджафе, кладбище Джаннат аль-Баки в Медине, мечеть имама Резы в Мешхеде (Иран), мечеть Аль-Казимийя в Казимии и мечеть Аль-Аскари в Самарре (Ирак), и др.

#### Атаки на святые места шиитов
Святые места шиитов нередко становились объектами нападений, либо подвергались разрушению. Аббасидский халиф аль-Мутаваккиль в 850/851 году распорядился разрушить гробницу имама Хусейна и окружающие постройки, а также запретил их посещения. Он также приказал построить на этой территории ирригационные каналы и засеять её. Однако после его смерти гробница имама Хусейна была восстановлена. В конце X века основателем династии Газневидов эмиром Себуктегином, враждебно относившегося к шиитам, были разрушены мавзолей восьмого имама Резы и прилегающая к мавзолею мечеть, но в 1009 году мавзолей был восстановлен сыном эмира, султаном Махмудом Газневи. 20 апреля 1802 года ваххабиты совершили набег на Кербелу, осквернив, разрушив и разграбив усыпальницу имама Хусейна, вырезали тысячи шиитов, в том числе стариков, женщин и детей. В 1925 году ихваны (военное ополчение первого правителя и основателя Саудовской Аравии Ибн Сауда) разрушили могилы имамов на кладбище Джаннат аль-Баки в Медине.
Во время шиитского восстания на юге Ирака в 1991 году против режима президента Саддама Хусейна, вспыхнувшего вследствие поражения иракской армии в войне в Персидском заливе, пострадала усыпальница имама Хусейна в Кербеле, где в подавлении восстания участвовал зять президента Хусейн Камель. Стоя на танке возле гробницы имама Хусейна, он крикнул: «Твоё имя Хусейн и моё тоже. Давай посмотрим, кто из нас сейчас сильнее», приказав затем открыть огонь по ней. Примечательно, что в том же году, будучи поражённым опухолью головного мозга, он вернулся в Кербелу просить прощения у святого. В феврале 2006 года был осуществлён взрыв в Золотой мечети (Мечеть Аль-Аскари) в Самарре, в результате которого обрушился золотой купол святыни.